# Natalie Ward
Natalie Ward (* 24. prosince 1975, Austrálie) je bývalá australská softballistka. Na olympiádě v Athénách v roce 2004 získala s týmem Austrálie (Aussie Spirit) stříbrné medaile. Hraje na postech spojky a druhé metařky. Od září 2006 je držitelkou australského rekordu v počtu reprezentačních startů. V australské lize (National Women's League) hraje za tým NSW Firestars.

## Mezinárodní sportovní úspěchy
- 2008 – 3. místo na Olympijských hrách v Pekingu
- 2006 – 3. místo na Mistrovství světa v Pekingu
- 2004 – 2. místo na Olympijských hrách v Athénách
- 2000 – 3. místo na Olympijských hrách v Sydney
- 1996 – 3. místo na Olympijských hrách v Atlantě